# Rancho del Amor de Dennis Hof
El Rancho del Amor de Dennis Hof, conocido como Cherry Patch Ranch antes de 2010, es uno de los dos burdeles de Crystal (Nevada). También se le conoce como Love Ranch South o Love Ranch Las Vegas debido a su proximidad a Las Vegas. Es propiedad de Maynard "Joe" Richards, quien lo vendió, junto al otro en renta, a Dennis Hof, quien dijo que Heidi Fleiss sería consultora.
La licencia del burdel fue suspendida en febrero de 2018 por presuntos cambios estructurales no autorizados e infracciones de seguridad e incendios y luego fue clausurada por el condado nuevamente el 8 de agosto de 2018 por retraso en el pago de las tasas.
El 27 de agosto de 2018, el juez Richard Boulware dictaminó que Dennis Hof podía reabrirlo a partir del 28 de agosto de 2018, afirmando que a otros burdeles no se les revocó la licencia cuando se retrasaron en la renovación.

## Fallecimiento del propietario
El 16 de octubre de 2018, Dennis Hof, el dueño de la propiedad fue encontrado muerto en su dormitorio en el Love Ranch. Se cree que murió mientras dormía por causas naturales. Hof murió en su Love Ranch en Pahrump (Nevada), después de una fiesta por su 72 cumpleaños a la que habían asistido Flavor Flav, Joe Arpaio, Grover Norquist y Ron Jeremy, el último de los cuales encontró a Hof sin responder. En el momento de su muerte, la policía no sospechó que se tratara de un crimen.

## Otros incidentes
El 13 de octubre de 2015, el jugador profesional de baloncesto Lamar Odom fue hospitalizado tras ser descubierto inconsciente en el Love Ranch. Odom visitó el rancho buscando la compañía de Cherry Ryder y Madison Montag.